# Maratus pavonis
Maratus pavonis es una especie de araña del género Maratus, familia Salticidae. Fue descrita científicamente por Dunn en 1947.
Habita en Australia (Australia Occidental, Nueva Gales del Sur, Victoria, Tasmania). El holotipo masculino es diminuto, mide solo 4,34 milímetros (0,171 pulgadas). En el cortejo, los machos del género Maratus extienden sus terceras patas alargadas, y solo el macho tiene un color tan brillante y hermoso.

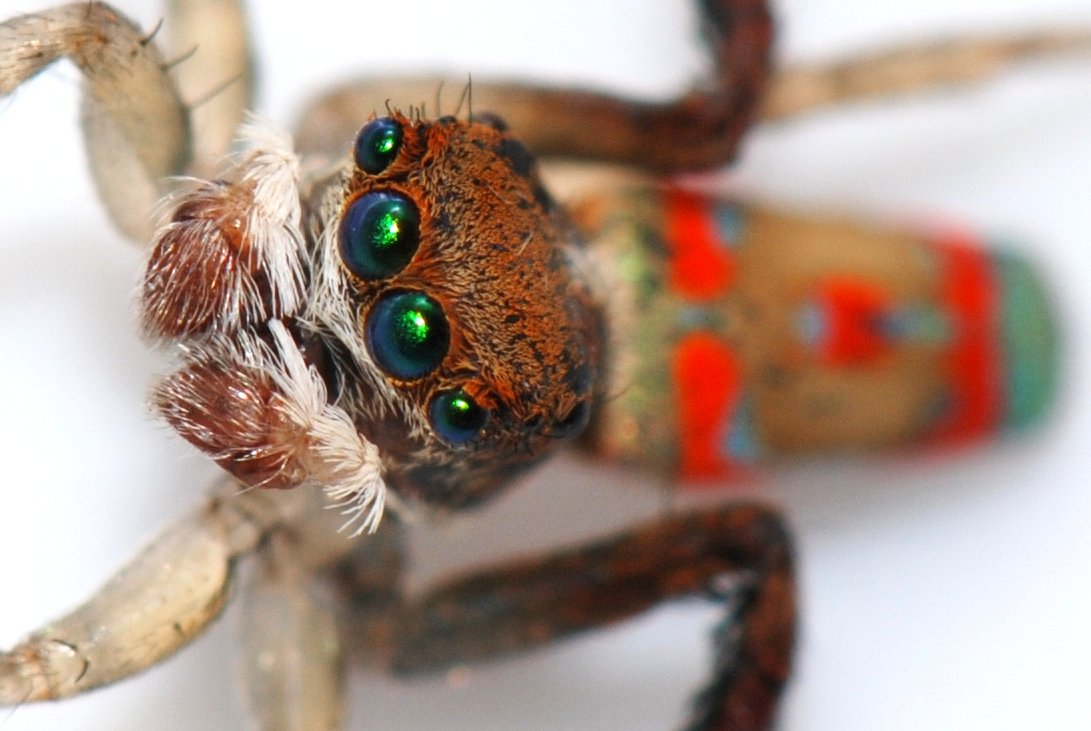
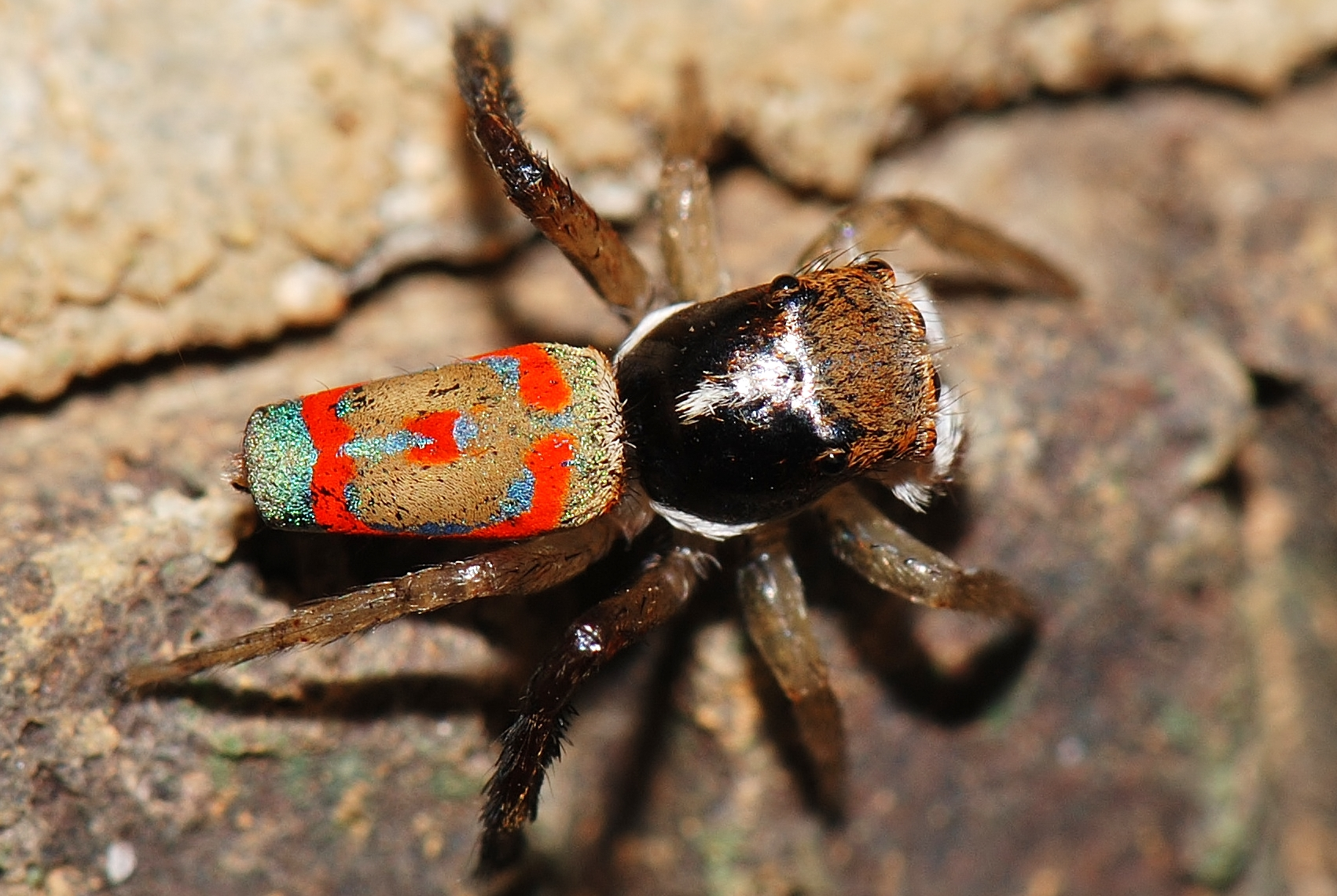
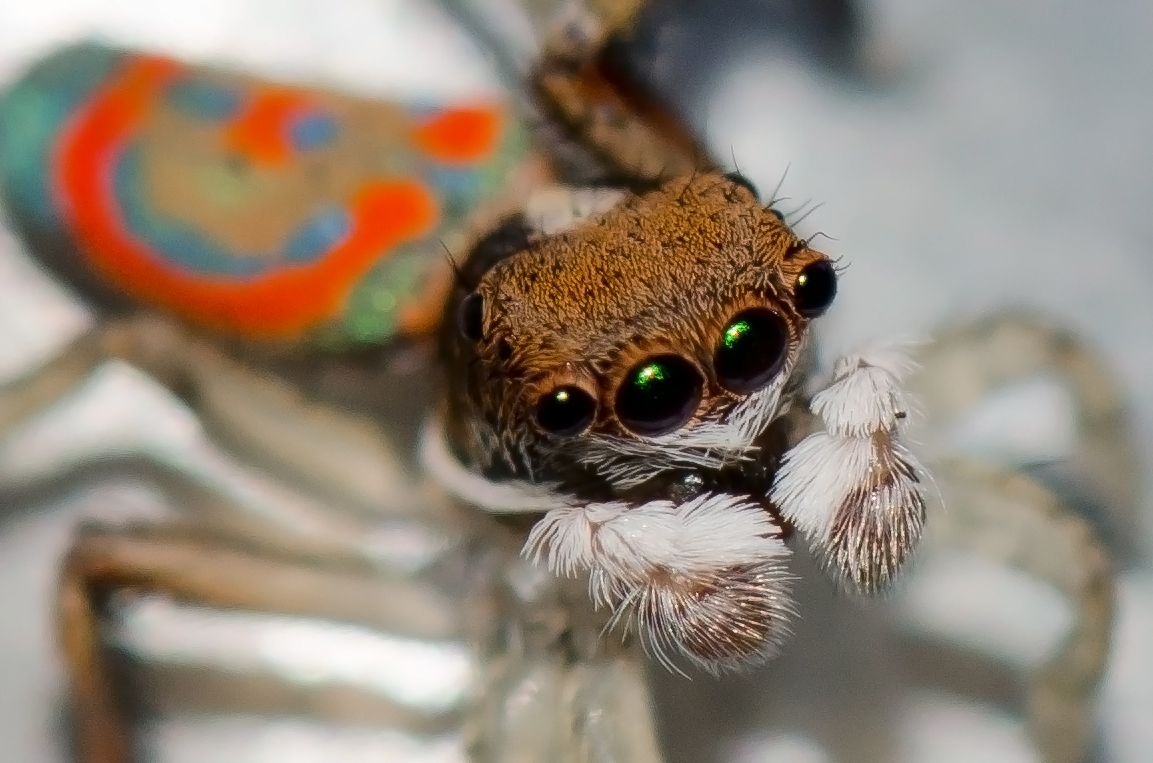
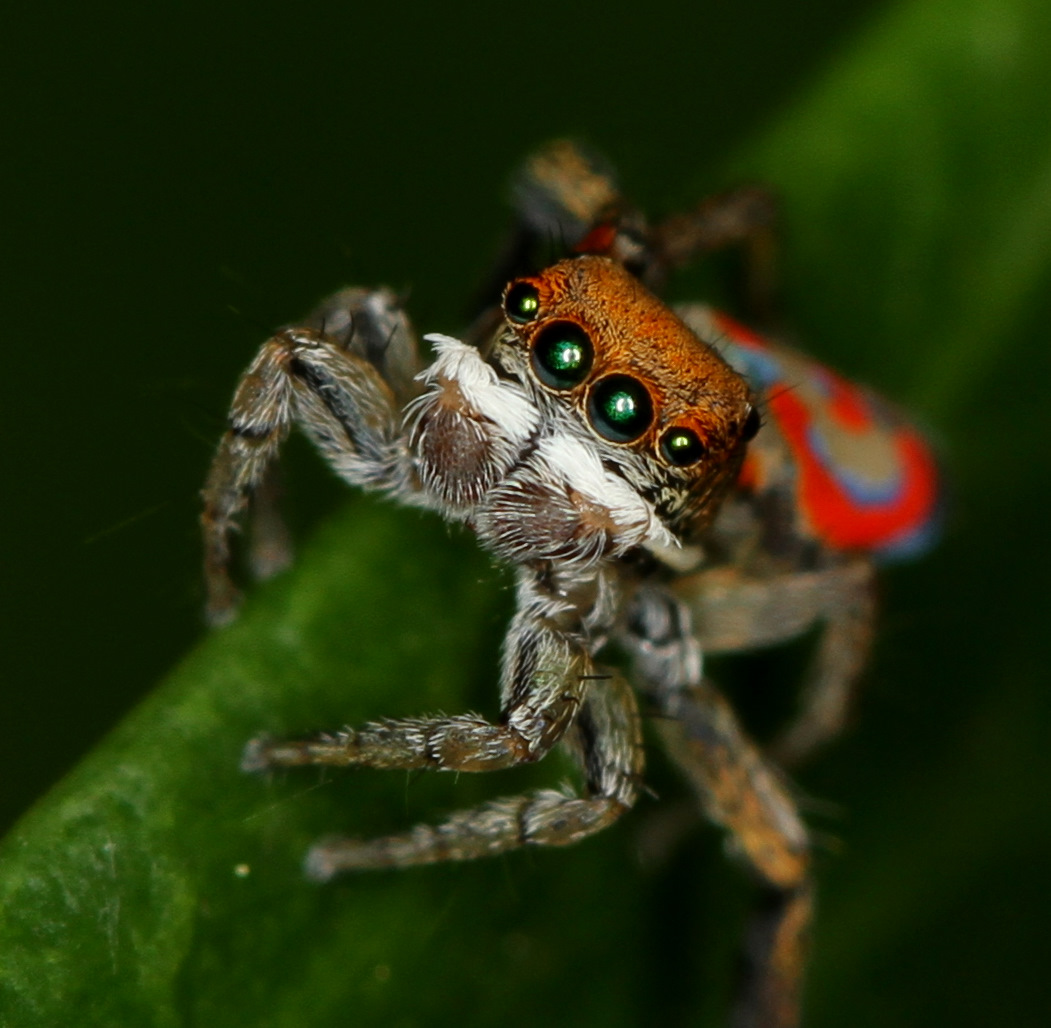